# Поморське воєводство
Поморське воєводство (пол. Województwo pomorskie [vɔjɛˈvut͡stfɔ pɔˈmɔrskʲɛ]; каш. Pòmòrsczé wòjewództwò [pvɛˈmvɛrst͡ʃi vɛjɛˈvut͡stfɔ]) — воєводство, розташоване на півночі  Польщі. Центром і найбільшим містом є місто Гданськ.
У Поморському воєводстві є натуральний поміст — довгий і вузький піщаний півострів Гель. Вважається, що тут одне з найкращих місць в Європі для віндсерфінгу: півострів є природним бар'єром, що відокремлює мілководдя Пуцької бухти від відкритого простору Балтійського моря. Тому в бухті просто ідеальні умови для серфінгу.
Під час Наполеонівських війн (1806—1815) південні частини Західної Пруссії були передані Варшавському герцогству. У 1824—1878 провінція Західна Пруссія була об'єднана з провінцією Східна Пруссія в єдину провінцію Пруссія, після чого вони були відновлені як окремі провінції у складі Німецької Імперії, створеної 1871 року.
Згідно з Версальським договором (1919), більша частина Західної Пруссії була повернута Польщі утворивши Поморське воєводство з центром в Торуні, незначні частини на заході і на сході колишньої провінції залишилися у складі Веймарської республіки -- східна частина сформувала регіон Марієнвердер у межах Східної Пруссії (1922). На західній частині Пруссії була сформована провінція Познань-Західна Пруссія. Провінція Позен-Західна Пруссія була ліквідована в 1938, коли її терен було поділено між провінціями Сілезія, Померанія і Бранденбург. 1939 — терени колишньої Західної Пруссії приєднані до Третього Рейху. У 1945 році згідно з рішеннями Потсдамської конференції вся колишня Західна Пруссія була передана під владу Польщі, включно з вільним містом Данцигом. Німецьке населення краю було депортоване на західні землі Німеччини.
2 лютого 1945 року, після першого адміністративного поділу, було утворене Поморське воєводство з центром в Торуні, а з 2 березня з центром Бигдощі. 29 травня 1946 року два округи Щецин і Слуцьк утворили Щецинське воєводство. 28 червня 1950 роки Поморське воєводство було перейменоване в Бигдозьке і проіснувало до нового адміністративного розподілу в 1975 та 1998 роках. З 1 січня 1999 року Бигдозького, Гданського, Слупського та Ельблонзького воєводств було утворене Поморське воєводство.

## Географія

### Розміщення
Поморське воєводство розташоване на півночі Польщі, на узбережжі Балтійського моря. Межує:
- на заході з Західнопоморським воєводством,
- на півдні з Великопольським та Куявсько-Поморським воєводствами,
- на сході з Вармінсько-Мазурським воєводством,
- на півночі з Калінінградською областю Росії (Віслинська коса Балтійського моря).

### Місцевості
- Віслянські Жулави
- Кашубська Швейцарія

### Природоохоронні території
- Національний парк «Тухольські Бори»
- Словінський національний парк
- Ландшафтний парк Долина Слупі

## Міста з населенням понад 40 000 мешканців
| Місто               | Населення          |
| ------------------- | ------------------ |
| Ґданськ             | 462 139            |
| Ґдиня               | 253 850            |
| Слупськ             | 98 757             |
| Тчев                | 60 128             |
| Староґард-Ґданський | 49 579             |
| Вейгерово           | 47 159 (1.12.2006) |
| Румя                | 44 126             |
| Мальборк            | 40 135             |
| Квідзин             | 40 008             |

## Економіка
У 2018 році валовий внутрішній продукт (ВВП) цієї провінції становив 29,2 мільярда євро, що відповідало 5,9% загального обсягу економічного виробництва Республіки Польща. Рівень ВВП на душу населення, з урахуванням купівельної спроможності, склав 20 800 євро, що становило 69% від середнього рівня по країнах ЄС-27. У розрахунку на одного працівника цей показник досягав 74% від середнього рівня по Європейському Союзу.